# Alfonso Zapico
Alfonso Zapico (Blimea, Samartín del Rei Aurelio, 1981) és un autor de còmics i il·lustrador espanyol, guanyador l'any 2012 del Premi Nacional de Còmic d'Espanya amb la seva novel·la gràfica Dublinés.

## Biografia
Després de fer estudis d'il·lustració i disseny a l'escola d'art d'Oviedo, treballa en projectes educatius del Principat d'Astúries i realitza campanyes per a diverses agències de publicitat, editorials i institucions. És il·lustrador de premsa a diaris regionals asturians (La Nova Espanya, Conca del Nalón, Les Noticies). Els seus primers treballs professionals al món del còmic van veure la llum a França: La guerra del professor Bertenev (Editions Paquet, 2006), ambientada a la guerra de Crimea i que va rebre el Prix BD Romanesque en el FestiBD Ville de Moulins l'any 2007, i el volum col·lectiu Un jour de mai.
El 2008 va publicar Cafè Budapest, que aborda el conflicte àrab-israelià i que va ser editat a Espanya per Astiberri. Aquest còmic va aconseguir el Premi Haxtur al millor guió. L'any següent va participar en un altre volum col·lectiu amb els dibuixants Daniel Acuña, Fernando Baldon, Toni Carbós, Carles Sofia Espinosa, Javier Fernández, Bernardo Muñoz, Javier Navarro Barreno, i Rubén del Rincón i amb guió de Javier Cosnava: Un buen hombre, sobre la vida quotidiana dels oficials de la SS als afores d'un camp de concentració.
El 2010, va obtenir el Premi Josep Toutain a l'Autor Revelació del Saló del Còmic de Barcelona per La guerra del professor Bertenev, editat a Espanya per Dolmen aquell mateix any. Per a la seva següent obra va comptar amb la beca AlhóndigaKomik, que li va permetre residir durant un any a La Maison des auteurs en Angouleme (França).
Posteriorment publica Dublinés (Astiberri, 2011), una biografia de l'escriptor irlandès James Joyce, amb la qual aconsegueix l'any 2012 el Premi Nacional de Còmic i La ruta Joyce (Astiberri, 2011), un quadern de viatge sobre la seva tasca de documentació per Dublinés.

## Obra
- Café Budapest (Astiberri, 2008)
- La guerra del profesor Bertenev (Dolmen, 2009)
- Dublinés (Astiberri, 2011)
- La ruta Joyce (Astiberri, 2011)
- El otro mar (Astiberri, 2013)
- La balada del norte 1 (Astiberri, 2015)[1]
- La balada del norte 2 (Astiberri, 2017)[1]
- Los puentes de Moscú (Astiberri, 2018)[4]
- La balada del norte 3 (Astiberri, 2019)